# Серіалізований великий об’єкт (шаблон проєктування)
Серіалізований великий об’єкт (англ. Serialized LOB) — шаблон проєктування, який пропонує зберігати великий граф об'єктів в одному полі.

## Опис
В об'єктній моделі зазвичай присутня взаємодія багатьох об'єктів. Такі об'єкти важко зберігати в базі даних. Крім цього, вони не мають посилань на зовнішні таблиці.
У такому разі, даний граф об'єктів можна серіалізувати та зберегти у вигляді одного значення — LOB (large object).

## Реалізація
Нехай у користувача є можливість довільно налаштувати вигляд сторінки. Вигляд сторінки зберігається у вигляді графу об'єктів.
```
public
 
class
 
Page

{

    
public
 
IContainer
<
IComponent
>
 
Components
 
{
 
get
;
 
set
;
 
}

}

class
 
Button
 
:
 
IComponent

{

    
public
 
int
 
TileX
 
{
 
get
;
 
set
;
 
}

    
public
 
int
 
TileY
 
{
 
get
;
 
set
;
 
}

    
public
 
string
 
Title
 
{
 
get
;
 
set
;
 
}

}

class
 
Label
 
:
 
IComponent

{

    
public
 
int
 
TileX
 
{
 
get
;
 
set
;
 
}

    
public
 
int
 
TileY
 
{
 
get
;
 
set
;
 
}

    
public
 
string
 
Text
 
{
 
get
;
 
set
;
 
}

}

```

У сховищі таку структуру зберігатимемо за допомогою єдиного поля.
```
class
 
PageStructureTable

{

    
public
 
int
 
Id
 
{
 
get
;
 
set
;
 
}

    
public
 
string
 
PageJson
 
{
 
get
;
 
set
;
 
}

}

```